# Perturbação funcional
Perturbação funcional:
1 - Perturbação relativa às funções vitais;
2 - Que altera (perturba) a função, mas não a sua função estrutural;
3 - Que perturba ou é capaz de perturbar sua função regular.
Sendo 3 as funções vitais:
a) Nutrição (alimentação, circulação, excreção e respiração);
b) Reprodução (sexuada e assexuada);
c) Relação (Estímulo x Resposta. A relação é a função vital que nos permite reagir e gerar uma resposta ou estímulo perante uma determinada mudança. Um exemplo claro de estímulo pode ser a sensação de fome, cuja resposta positiva seria o instinto e ato de caçar para se alimentar).